# إيكس-راد
إيكس-راد أو (Ex-RAD) والمعروف كذلك بالرمز (ON 01210.Na) أو ريسيليسيب الصوديوم(recilisib sodium)(اسم دولي غير مسجل الملكية ، اسم معتمد أمريكي)  هو دواء تم تطويره من قبل (Onconova Therapeutics) و وزارة الدفاع الأمريكية. ويقال أن هذا المركب طور حديثا ليكون عاملا فعالا للحماية من الإشعاعات الكيميائية، هو عبارة عن ملح الصوديوم  4-كاربوكسيستيريل-4-تشلوروبينزيلسولفوني (4-carboxystyryl-4-chlorobenzylsulfone). 

## التجارب السريرية
تظهر نتائج إثنين من التجارب السريرية على الإنسان، أن حقن مركب «إيكس-راد» تحت الجلد آمن ويمكن التحمل ولا يظهر أي آثار جانبية . أظهرت دراسة أجريت على الفئران فعالية «إيكس-راد» في زيادة معدل بقائها على قيد الحياة تحت تأثير كمية قاتلة من الإشعاع. تم إختباره عن طريق الفم و الحقن وقبل وبعد التعرض للإشعاع .
كما شارك في الأبحاث على «إيكس-راد» كل من معهد القوات المسلحة لبحوث البيولوجيا الإشعاعية (AFRRI)، و قسم الكيمياء الحيوية و علم الأحياء الجزيئية و الخلوية في جامعة جورجتاون، ومن جامعة (Long Island University) أرنولد و ماري شوارتز من كلية الصيدلة، و قسم علوم الأورام في كلية ماونت سيناي للطب.

## آلية العمل
تشير ددراسات معهد (Onconova) أن «إيكس-راد» يحمي الخلايا المعرضة للإشعاع ضد التلف في الحمض النووي، وآلية عمل هذا الدواء لا تتضمن مسح الجذور الكميائية أو إيقاف دورة الخلية . «إيكس-راد» هو مشتق «تشلوروبينزيلسولفوني» (chlorobenzylsulfone) الذي يعمل بعد تلف الحمض النووي للجذور الكيميائية .ويرى الرئيس التنفيذي لشركة (Onconova) راميش كومار أن هذا هو أفضل نهج في محاولة مسح الجذور الكيميائية.«الجذور الكيميائية قصيرة الأجل جدا، وبالتالي فإن الفرصة لإعطاء الدواء ضيقة جدا»، كما يقول.في نماذج الخلايا والحيوان، «إيكس راد» يحمي مكونات الدم والأنسجة المعوية من الإصابة بالإشعاع عندما يعطى قبل أو بعد التعرض.